# Richolshausen
Richolshausen, auch Richolfshausen oder Rycholfshusen genannt, ist eine Wüstung im alten Maingau auf der Gemarkung von Dietzenbach.
Der Ort Richolshausen lag wahrscheinlich etwa 1,3 Kilometer nördlich von Dietzenbach und ist durch eine Flurbezeichnung mit den historischen Bezeichnungen „Richolfhuser Forst“ und „Richulffhusir Forst“ nachgewiesen. Für die Jahre 1338 und 1430 liegen urkundliche Erwähnungen über den Verkauf von zwei Huben des Richolfshuser Forstes vor.
Bei Richolshausen handelt es sich höchstwahrscheinlich um eine Ortsgründung aus karolingischer Zeit. Darauf deuten die fehlenden älteren Erwähnungen, die fehlenden älteren Funde und der Ortsname mit der für diese Zeit typischen Endung auf -hausen hin. Nachdem im Maingau zu Beginn des 14. Jahrhunderts die höchste Siedlungsdichte des Mittelalters erreicht war, wurden mehrere Orte zu Wüstungen, darunter auch Richolshausen. Der genau Zeitpunkt ist unklar, sicher ist nur, dass der Ort bereits vor dem Dreißigjährigen Krieg wüst war.
Mit Ippingshausen und Hartcheshofen gibt es zwei weitere Wüstungen auf dem Gebiet von Dietzenbach.